# Thao túng đám đông
Thao túng đám đông là việc sử dụng các kỹ thuật có chủ ý hoặc vô tình dựa trên các nguyên tắc tâm lý đám đông để thu hút, kiểm soát hoặc tác động đến mong muốn của đám đông nhằm hướng hành vi của họ tới một hành động cụ thể. Việc này phổ biến trong tôn giáo, chính trị, kinh doanh và có thể tạo điều kiện thuận lợi cho việc tán thành, không tán thành hoặc thờ ơ với một người, chính sách hoặc sản phẩm. Đạo đức của việc thao túng đám đông thường bị đặt vấn đề.
Thao túng đám đông khác với tuyên truyền—mặc dù chúng có thể củng cố lẫn nhau để tạo ra kết quả mong muốn. Nếu tuyên truyền là "nỗ lực nhất quán, lâu dài nhằm tạo ra hoặc định hình các sự kiện nhằm tác động đến mối quan hệ của công chúng với một doanh nghiệp, ý tưởng hoặc nhóm", thao túng đám đông là lời kêu gọi hành động tương đối ngắn gọn khi mầm mống tuyên truyền (cụ thể hơn là "trước tuyên truyền") được gieo rắc và công chúng được tổ chức thành một đám đông. Người tuyên truyền thu hút quần chúng, ngay cả khi bị chia cắt, trong khi người thao túng đám đông thu hút một bộ phận quần chúng tập hợp thành đám đông (chẳng hạn như một cuộc biểu tình chính trị, một giáo đoàn hoặc một cuộc họp trại) trong thời gian thực. Tuy nhiên, trong những tình huống như tình trạng khẩn cấp quốc gia, người thao túng đám đông có thể tận dụng phương tiện thông tin đại chúng để nói chuyện với quần chúng trong thời gian thực như thể đang nói chuyện với một đám đông.
Thao túng đám đông khác với kiểm soát đám đông, vốn phục vụ chức năng an ninh. Chính quyền địa phương sử dụng các phương pháp kiểm soát đám đông để giới hạn và giải tán đám đông, đồng thời ngăn chặn và ứng phó với các hành vi ngang ngược và trái pháp luật như bạo loạn và cướp bóc.